# Cohors Aelia Expedita
Die Cohors Aelia Expedita [milliaria] (deutsch aelische Kohorte der Leichtbewaffneten [1000 Mann]) war eine römische Auxiliareinheit. Sie ist durch eine Inschrift belegt.

## Namensbestandteile
- Aelia: Die Ehrenbezeichnung bezieht sich auf Antoninus Pius, dessen vollständiger Name als röm. Kaiser Titus Aelius Hadrianus Antoninus Augustus Pius lautet. Von den insgesamt neun Kohorten mit diesem Namenszusatz sind die Cohors Aelia Expedita und die Cohors I Aelia Singularium die beiden einzigen, die diese Bezeichnung durch Antoninus Pius erhielten.[1]
- Expedita: die Soldaten der Einheit waren Leichtbewaffnete. Der Zusatz geht möglicherweise auf Kundschafter (lat. exploratores) zurück, die in die Kohorte aufgenommen wurden.[1][2]
- milliaria: 1000 Mann. Je nachdem, ob es sich um eine Infanterie-Kohorte (Cohors milliaria peditata) oder einen gemischten Verband aus Infanterie und Kavallerie (Cohors milliaria equitata) handelt, lag die Sollstärke der Einheit entweder bei 800 oder 1040 Mann. Der Zusatz kommt in der Inschrift nicht vor, aber da der eine bekannte Kommandeur ein Tribun war, wird dies angenommen.[1]

Da es keine Hinweise auf den Namenszusatz equitata (teilberitten) gibt, ist davon auszugehen, dass es sich um eine reine Infanterie-Kohorte (Cohors milliaria peditata) handelt. Die Sollstärke der Einheit lag daher bei 800 Mann, bestehend aus 10 Centurien Infanterie mit jeweils 80 Mann.

## Geschichte
Die Kohorte wurde möglicherweise nach der Unterdrückung eines Aufstands in Mauretanien während der Regierungszeit von Antoninus Pius (138–161) aufgestellt.

## Standorte
Standorte der Kohorte sind nicht bekannt. Die einzig bekannte Inschrift, die der Einheit sicher zugewiesen werden kann, wurde in Caesarea in der Provinz Mauretania Caesariensis gefunden. Eine weitere Inschrift, die möglicherweise der Kohorte zuzurechnen ist, wurde in Albulae in derselben Provinz gefunden (CIL 8, 21666).

## Kommandeure
Ein Kommandeur der Einheit, P. Aelius Marcianus ist durch die Inschrift bekannt. Er stand im Range eines Tribunen.